# Hermann Schlichting
Hermann Schlichting (Balje, 22 de setembro de 1907 — Göttingen, 15 de junho de 1982) foi um engenheiro alemão.

## Vida e trabalho
Hermann Schlichting estudou de 1926 a 1930 matemática, física e mecânica aplicada na Universidade de Jena, Vienne e Göttingen. Em 1930 ele escreveu seu Ph.D. em Göttingen intitulado Über das ebene Windschattenproblem e também no mesmo ano foi aprovado no exame estadual como professor de matemática e física superiores. Seu encontro com Ludwig Prandtl teve um efeito duradouro sobre ele. Ele trabalhou de 1931 a 1935 no Instituto Kaiser Wilhelm para Pesquisa de Fluxo em Göttingen. Sua principal área de pesquisa foi escoamentos de fluidos com efeitos viscosos. Simultaneamente, ele também começou a trabalhar com aerodinâmica de aerofólio. Em 1935, Schlichting foi para Dornier em Friedrichshafen. Lá, ele fez o planejamento do novo túnel de vento e, após um curto período de construção, assumiu o comando. Com ele, ele ganhou experiência útil no campo da aerodinâmica. Aos 30 anos, em 1937, ingressou na Technische Universität Braunschweig, onde em 1938 se tornou professor.
Depois de ingressar em outubro de 1937, Schlichting trabalhou na criação do Instituto Aerodinâmico no aeroporto de Braunschweig-Waggum.
Algumas características de uma camada limite em transição de um estado laminar para turbulento receberam o nome dele, as ondas de Tollmien-Schlichting.
Schlichting tornou-se professor emérito em 30 de setembro de 1975 na TU Braunschweig.

## Livros
- Hermann Schlichting, Erich Truckenbrodt: Aerodynamik des Flugzeugs Springer, Berlin 1967
- Hermann Schlichting, Klaus Gersten, Boundary Layer Theory, 8th ed. Springer-Verlag 2004, ISBN 81-8128-121-7
- Hermann Schlichting, Klaus Gersten, Egon Krause, Herbert, jun. Oertel: Grenzschicht-Theorie Springer, Berlin 2006, ISBN 3-540-23004-1